# Kurzawka czerniejąca

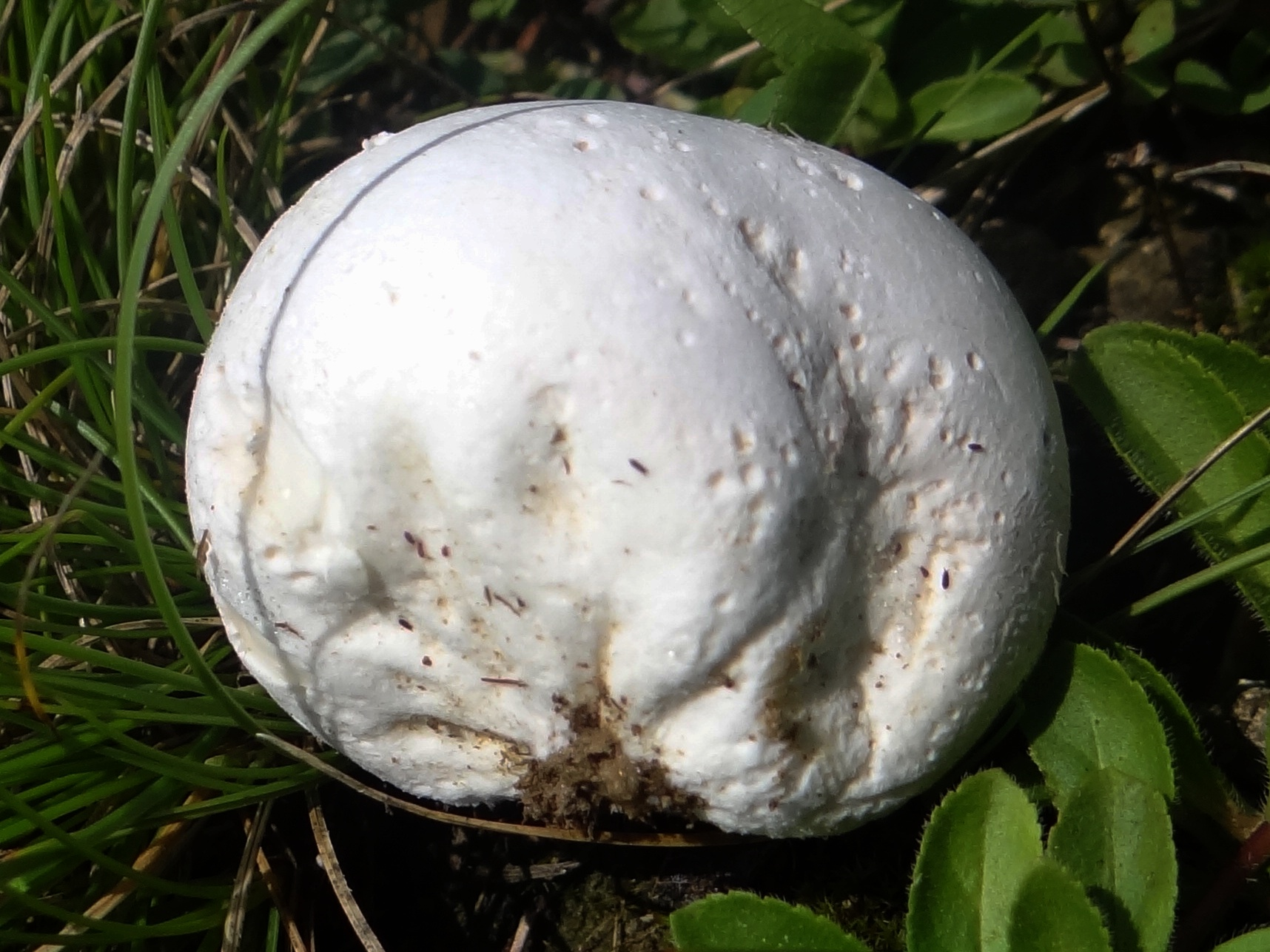
Młody owocnik

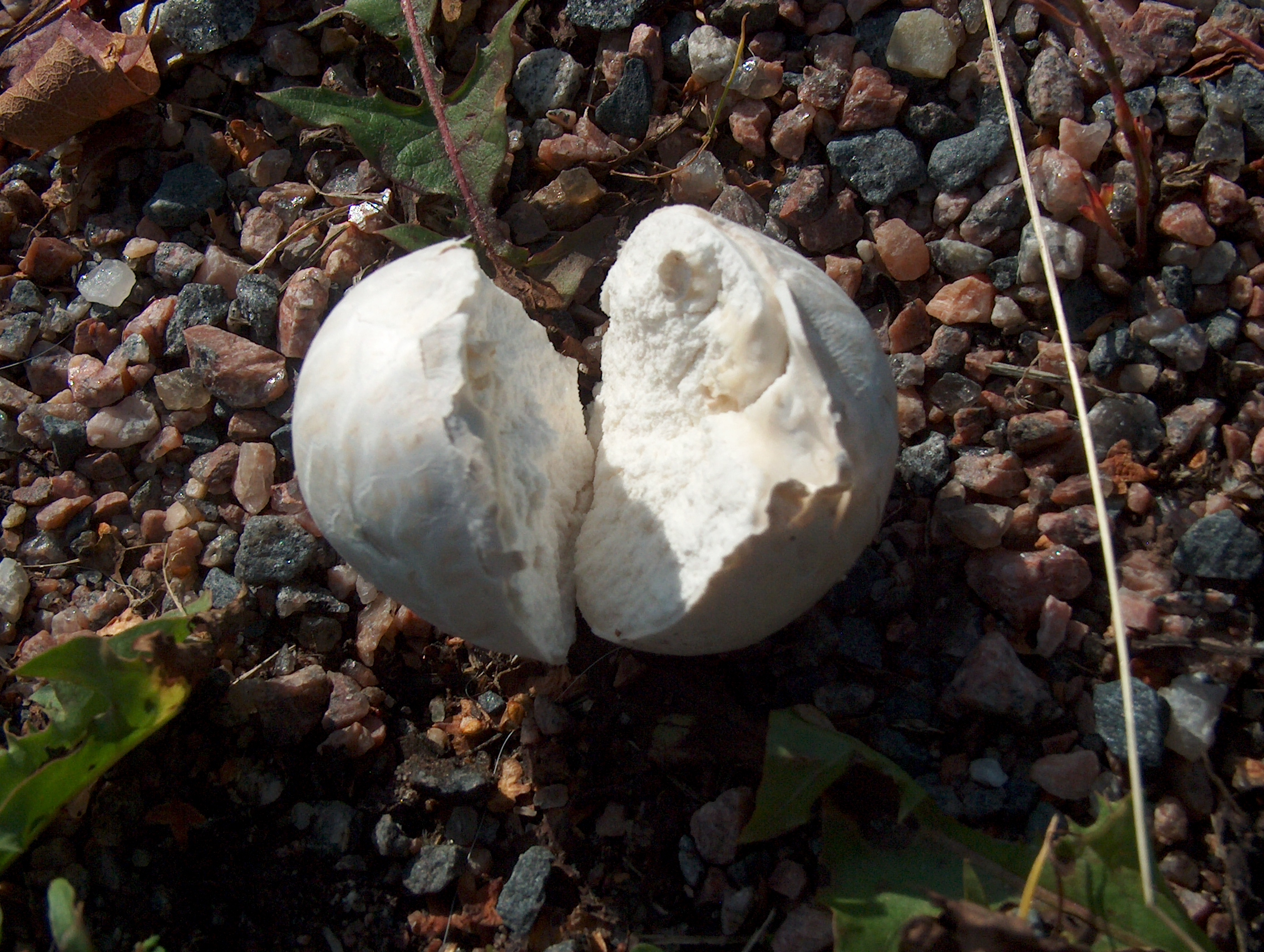
Wnętrze młodego owocnika

Kurzawka czerniejąca (Bovista nigrescens Pers.) – gatunek grzybów z rodziny purchawkowatych (Lycoperdaceae). Przez laików często (błędnie) uważany za purchawki. Różni się od nich brakiem płonnej części (trzonu pod owocnikiem).

## Systematyka i nazewnictwo
Pozycja w klasyfikacji według Index Fungorum: Agaricaceae, Lycoperdaceae, Agaricomycetidae, Agaricomycetes, Agaricomycotina, Basidiomycota, Fungi.
Nazwę polską podał Franciszek Błoński w 1996 r. W polskim piśmiennictwie mykologicznym gatunek ten opisywany był też jako purchawka kolista, kurzawka czarna i kurzawka czarniawa. Synonimy łacińskie:

- Bovista montana Morgan 1892
- Bovista nigrescens Pers. 1794 subsp. nigrescens
- Bovista nigrescens subsp. tenella Sacc. 1882
- Bovista nigrescens var. asperispora Moesz 1938
- Bovista nigrescens var. montana (Morgan) F. Šmarda 1958
- Bovista nigrescens Pers. 1794 var. nigrescens
- Bovista nigrescens var. tenella (Sacc.) Sacc. 1888
- Globaria nigrescens (Pers.) Quél. 1873
- Lycoperdon nigrescens (Pers.) Vittad. 1843
- Sackea nigrescens (Pers.) Rostk. 1839

## Morfologia
Owocnik
Kulisty, o średnicy 1,5–5 cm. Za młodu ma śnieżnobiałą, błyszczącą i gładką osłonę zewnętrzną (egzoperydium), później stopniowo ciemniejącą. Po dojrzeniu egzoperydium odpada i odsłania się brązowo-kasztanowo-czarna osłona wewnętrzna (endoperydium). Otwiera się ona na szczycie nieregularnym otworem, odsłaniając wnętrze owocnika w całości wypełnione zarodnikami. Polska nazwa (kurzawka) pochodzi od tego, że zarodniki te, bardzo drobne i występujące w ogromnej ilości, pod wpływem wiatru, dotknięcia, czy nawet kropli deszczu, wzbijają się w powietrze („kurzą się”). Młode owocniki połączone są z podłożem splotem strzępek, starsze owocniki nie są już połączone z podłożem, są wyschnięte i wiatr przemieszcza je po trawie rozsiewając zarodniki.
Cechy mikroskopowe
Wysyp zarodników brązowo-czarny. Zarodniki kuliste, pokryte brodawkami i mające słabo zaostrzone trzoneczki. Rozmiar 5–6 μm. Sterygmy hialinowe, tępo zakończone, o długości 5–8 μm, czasami nawet do 13 μm. Włośnia czarnobrązowa i elastyczna. Jest grubościenna, ściany zajmują 1/3 jej średnicy. Wielokrotnie (do 9 razy) rozgałęzia się dichotomicznie, a jej końce są zwężone i ostro zakończone. Główny trzon włośni ma grubość około 15 cm. Strzępki  bez przegród (nie septowane), w ich ścianach brak jamek.

## Występowanie i siedlisko
Występuje w Ameryce Północnej i Południowej, Europie i Azji. W Europie jest szeroko rozprzestrzeniona. W Alpach dochodzi do wysokości 2700 m n.p.m.. W Polsce gatunek pospolity.
Występuje od lata do jesieni na pastwiskach, łąkach i polanach górskich, szczególnie na miejscach nawożonych obornikiem. Zazwyczaj występuje gromadnie. Znany jest również na niżu, jednak w górach występuje dużo częściej. Stare owocniki czasami utrzymują się do następnego roku.

## Znaczenie
Saprotrof. Młode, jeszcze białe owocnik są jadalne.

## Gatunki podobne
Bardzo podobna jest kurzawka ołowiana (Bovista plumbea). Pewne odróżnienie tych gatunków zazwyczaj możliwe jest tylko badaniem mikroskopowym. Pomocne może być miejsce występowania. Wskazówką może być też endoperydium: u kurzawki ołowianej jest srebrzyste, z czasem niebieskoszare. Kurzawka filcowata (Bovista tomentosa) ma owocniki mniejsze i bez połysku, rośnie też w innych miejscach (na piasku i skałach).